# Robert N. Martin
Robert Nicols Martin (* 14. Januar 1798 in Cambridge, Dorchester County, Maryland; † 20. Juli 1870 in Saratoga Springs, New York) war ein US-amerikanischer Politiker. Zwischen 1825 und 1827 vertrat er den Bundesstaat Maryland im US-Repräsentantenhaus.

## Werdegang
Robert Martin besuchte die öffentlichen Schulen seiner Heimat. Nach einem anschließenden Jurastudium und seiner Zulassung als Rechtsanwalt arbeitete er zwischen 1819 und 1827 in diesem Beruf. Gleichzeitig engagierte er sich in der Politik. In den 1820er Jahren war er ein Anhänger von Präsident John Quincy Adams. Dabei wurde er Mitglied der kurzlebigen National Republican Party. Bei den Kongresswahlen des Jahres 1824 wurde Martin im achten Wahlbezirk von Maryland in das US-Repräsentantenhaus in Washington, D.C. gewählt, wo er am 4. März 1825 die Nachfolge von John S. Spence antrat. Bis zum 3. März 1827 konnte er eine Legislaturperiode im Kongress absolvieren.
Nach dem Ende seiner Zeit im US-Repräsentantenhaus praktizierte Martin in Baltimore als Rechtsanwalt. Zwischen 1845 und 1851 war er Vorsitzender Richter im westlichen Gerichtsbezirk von Maryland. Danach setzte er seine Anwaltstätigkeit in Baltimore fort. Von 1859 bis 1867 war er Richter am Superior Court of Baltimore.  Danach lehrte er bis zu seinem Tod internationales Recht an der University of Maryland. Robin Martin starb am 20. Juli 1870 in Saratoga Springs und wurde in Cambridge beigesetzt.